# Бонел
Бонел (фр. Bonnelles) је насељено место у Француској у региону Париски регион, у департману Ивлен.
По подацима из 2011. године у општини је живело 1922 становника, а густина насељености је износила 177,31 становника/km².

## Демографија
| 1962. | 1968. | 1975. | 1982. | 1990. | 2011. |
| ----- | ----- | ----- | ----- | ----- | ----- |
| 478   | 546   | 595   | 1.371 | 2.193 | 1.922 |